# Кузнерка
Кузнерка — исчезнувшая деревня в Кизнерском районе Удмуртской Республики России.

## География
Деревня находилась в юго-западной части республики, в зоне хвойно-широколиственных лесов, к северу от реки Люги, на расстоянии примерно 20 километров (по прямой) к северо-востоку от посёлка Кизнер, административного центра района. Абсолютная высота — 129 метров над уровнем моря.

## Население
| 2010 | 2012 | 2015 |
| ---- | ---- | ---- |
| 4    | ↘1   | ↘0   |

### Национальный состав
Согласно результатам переписи 2002 года, в национальной структуре населения русские составляли 95 % из 20 чел.

### Всероссийская перепись населения 2021 года
По данным Всероссийской переписи населения 2021 года в деревне никто не проживает